# Gof
Gof (lat. Seriola dumerili) riba je iz porodice Carangidae (bitnice). Kod nas se naziva i gofa i orhan, a mlađi primjerci felun ili žutej. Ovo je vrsna grabljivica, snažnog i izduženog tijela, koje je bočno blago spljošteno. Tijelo gofa je srebrnkaste boje, sa sitnim ljuskama koje imaju odsjaj u duginim bojama, prema trbuhu je sve svjetliji, bjelkast. Na bokovima ima jako uočljivu bočnu crtu, a s leđa mu se preko oka prema ustima pruža smeđe-narančasta crta. Prednji dio leđne i podrepne peraje je uzdignut. Gof živi u svim toplijim morima svijeta, a naraste do 180 cm duljine i 80 kg težine, u Jadranu manje, tek nešto preko 50 kg. Ovisno o temperaturi mora mijenja područje na kojem živi, tako zimi živi dublje, a krajem proljeća približava se površinskom sloju mora.
Kod nas se najčešće za manje gofove upotrebljava ime felun ili žutej, a mnogi nisu ni svjesni da se radi zapravo o malom gofu. Razlog tome je njihova žućkasta boja, koja niti malo ne podsjeća na boju odraslog gofa. Feluni se skupljaju u veća jata te žive i love zajedno. U prvoj godini života felun teži oko 1 kg, te se drži bliže obali u potrazi za sitnim ribama, glavonošcima, kozicama. U naredne dvije godine prelazi iz feluna u gofa, mijenjajući boju, te s tri godine teži već 5 kg. Odrasli primjerci žive kao samci ili u manjim skupinama. Usta drži stalno otvorena, a u njima nema zuba već hrapavo nazubljene čeljusti kojima hvata hranu. Hrana su mu prvenstveno druge ribe, ali jede i rakove i glavonošce. Mrijesti se sredinom proljeća, a spolno sazrijeva oko treće godine života. Gof živi na dubinama do 360 m, a starosni vijek mu je do 15 godina.
Vrlo je cijenjena riba za prehranu, njegovo meso sadrži relativno visoki postotak bjelančevina i nizak postotak masti. Svrstan je u visokokvalitetnu ribu, a najcjenjeniji i najukusniji dio gofa je dio tijela iza glave, odnosno poviše trbuha. 

## Rasprostranjenost
Gof je riba koja živi po cijelom svijetu, osim u hladnim morima. Može ga se naći u sva tri oceana, kao i njihovim rubnim morima.

## Vanjske poveznice
|  | Zajednički poslužitelj ima stranicu o temi Gof |
|  | Wikivrste imaju podatke o taksonu Gof          |